# IC 2554B
IC 2554B — галактика типу SBc () у сузір'ї Кіль.
Цей об'єкт міститься в оригінальній редакції індексного каталогу.